# Нурсте
Ну́рсте (эст. Nurste) — деревня в волости Хийумаа уезда Хийумаа, Эстония.
До административной реформы местных самоуправлений Эстонии 2017 года входила в состав волости Эммасте (упразднена).

## География и описание
Расположена в юго-западной части острова Хийумаа, в 27 км от волостного и уездного центра — города Кярдла. Высота над уровнем моря — 13 метров.  
Климат умеренный. Официальный язык — эстонский. Почтовый индекс — 92002.

## Население
По данным переписи населения 2021 года, в Нурсте насчитывалось 47 жителей, из них 46 (97,9 %) — эстонцы.
По данным переписи населения 2011 года в деревне проживали 42 человека, все — эстонцы.
Численность населения деревни Нурсте по данным переписей населения:
| Год  | 1959 | 1970 | 1979 | 1989 | 2000 | 2011 | 2021 |
| ---- | ---- | ---- | ---- | ---- | ---- | ---- | ---- |
| Чел. | 55   | ↘ 39 | ↗ 49 | ↗ 56 | ↘ 34 | ↗ 42 | ↗ 47 |

## История
В источниках 1583 года упоминается Normyste Knutt, 1605 года — Nurmiste, 1648 года — Nurmbste, 1798 года — Nurste.
В далёком прошлом Нурсте была центральной деревней вака А́гапе (эст. Agapäe vakus), охватывающего юго-запад Хийумаа.
В 1977—1997 годах в состав Нурсте входила деревня Куузику.
В 1968 году на территории деревни был установлен памятник с надписью на эстонском языке «Здесь в октябре 1941 года фашистские палачи убили Исака и Арманда Ханслепов» в память о расстрелянных фашистами в октябре 1941 года советских активистах Исаке Ханслепе (Isak Hanslep, 1899—1941) и Арманде Ханслепе (Armand Hanslep, 1923—1941). В протоколе от 30 ноября 2022 года рабочая группа по советским памятникам при Госканцелярии Эстонии признала памятник «красным монументом», подлежащим удалению из общественного пространства (см. Список советских военных памятников Эстонии).
В деревне находится автодром Нурсте, известный также как Хийумааский автодром.

## Происхождение топонима
Название деревни происходит от эстонского слова nurm («нива») и, вероятно, пришло сюда с материка.